# Thunderbirds
A Thunderbirds angol sci-fi televíziós sorozat, amelyet Gerry és Sylvia Anderson készítettek. A sorozat a Supermarionation nevű technológiával készült.
A Thunderbirds a 2060-as években játszódik. A Four Feather Falls, Supercar, Fireball XL5 és Stingray című sorozatok folytatása.

## Cselekmény
A történet középpontjában az International Rescue nevű mentőcsapat áll, akik fejlett eszközökkel rendelkeznek. A legfontosabb a Thunderbirds nevű járműsorozat, amelyet a szervezet titkos csendes-óceáni főhadiszállásáról lőnek ki. A főszereplők Jeff Tracy, az International Rescue vezetője, és öt fia, akik a Thunderbird járműveket irányítják.

## Sugárzás, fogadtatás
A sorozat 1965-ben mutatkozott be az ITV-n. Két folytatás is készült Thunderbirds Are Go és Thunderbird 6 címekkel (amelyek azonban bukásnak számítottak), 2004-ben film is készült, de ez is megbukott. 2015-ben elkészült a Thunderbirds Are Go! című remake sorozat is. A sikerre való tekintettel egész franchise alakult ki a műsorból, a franchise részét képezik a folytatás-sorozatok, a különféle videojátékok és ajándéktárgyak.
A Thunderbirds az Anderson házaspár leghíresebb és legelismertebb műsorának számít. Pozitív kritikákban részesült a különleges effektek és a zenéje miatt. Ismertnek számít még a főcímdaláról is, amely így hangzik:  "5, 4, 3, 2, 1: Thunderbirds Are Go!"
2 évadot élt meg 30 epizóddal. 50 perces egy epizód. Magyarországon nem került bemutatásra. Angliában az ITV vetítette 1965. szeptember 30.-tól 1966. december 25.-ig.

## Háttér
Ez volt a negyedik "Supermarionation" technológiával készült bábsorozat, amelyet Gerry és Sylvia Anderson készítettek. A sorozat az előző, Stingray című műsoruk pozitív kritikái miatt készült el.
Anderson úgy szerette volna elkészíteni a sorozatot, hogy a történetek egyszerre tetszenek a gyerekeknek és a felnőtteknek. Míg korábbi sorozataikat a késő délutáni sávban vetítették, Anderson azt szerette volna, hogy a Thunderbirds-öt az esti sávban vetítsék a nagyobb közönség megszólítása miatt.